# 톰마소 베르니
톰마소 베르니(이탈리아어: Tommaso Berni, 1983년 3월 6일, 이탈리아 피렌체 ~ )는 이탈리아의 전 축구 선수이다.